# Jodenbreestraat (Amsterdam)

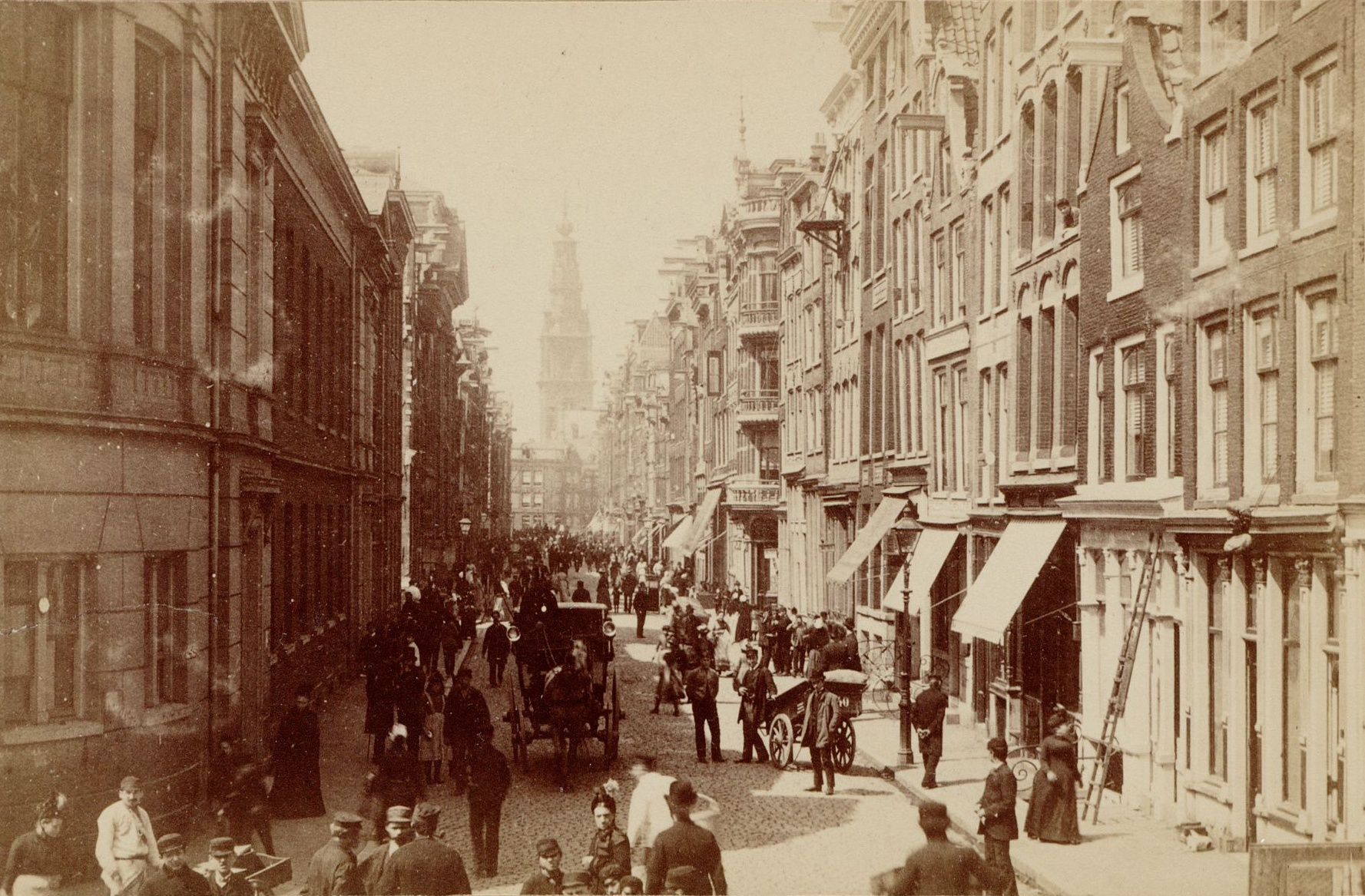
De Jodenbreestraat in 1884 vanaf de Portugese synagoge. Uiterst links het Anatomisch Laboratorium, in het midden het silhouet van de toren van de Zuiderkerk

De Jodenbreestraat is een Amsterdamse straat tussen de Sint Antoniesbreestraat en het Mr. Visserplein in Amsterdam-Centrum. De Jodenbreestraat is via de Houtkopersdwarsstraat verbonden met de noordzijde van het Waterlooplein. Ter hoogte van nr. 11 ligt de Uilenburgersteeg.

## Geschiedenis
De straat is een deel van de, oorspronkelijk op de Sint Antoniesdijk gelegen, Sint Antoniesbreestraat. De Breestraat liep vanaf de Nieuwmarkt naar het Markenplein naast het huidige Mr. Visserplein.
Het deel tussen Nieuwmarkt en de Sint Antoniesluis (de sluis tussen Zwanenburgwal en Oudeschans) heet nog steeds 'Sint Antoniesbreestraat'. Het ruim 200 meter lange deel tussen de sluis en het Markenplein kreeg, nadat zich in de zeventiende eeuw (vanaf 1619) veel Joden in de Breestraat vestigden, de naam 'Jodenbreestraat'. Baruch Spinoza werd in 1632 geboren achter de Jodenbreestraat, aan de Houtgracht, nu Waterlooplein.
Tot 1893, toen Joodse straat- en markthandelaren op last van het stadsbestuur naar het Waterlooplein verhuisden, diende de straat, vooral op zondag, als marktplaats. De Jodenbreestraat lag midden in de 'Jodenhoek'. Deze Joodse wijk lag tussen de Nieuwmarkt, de Kloveniersburgwal, Raamgracht, Waterlooplein, Weesperstraat, Muiderstraat, Nieuwe Herengracht, Rapenburg en Uilenburg. Aan de Jodenbreestraat lagen voor de oorlog naast elkaar het Rembrandttheater en het Tip Top Theater. Het eerste maakte in 1927 plaats voor het Nieuw Israelitisch Weekblad, het tweede werd in 1941 door de Duitse bezetters gesloten.
Tijdens de Tweede Wereldoorlog werd de wijk door de Duitsers afgesloten. Er leefden, naast niet-Joden, meer dan 25.000 Joodse Amsterdammers. Velen werden weggevoerd en vermoord in vernietigingskampen. De huizen werden geplunderd en het hout in kachels opgestookt.
Na de oorlog gebeurde er aanvankelijk niets met de in verval geraakte gebouwen. In de jaren zestig waren er plannen om ten behoeve van het verkeer een doorbraak vanuit de Weesperstraat richting Prins Hendrikkade te realiseren. De Jodenbreestraat werd verbreed van 12 naar 40 meter door aan de noordzijde de resterende panden te slopen waarbij de Joden Houttuinen nu geheel verdwenen. De grootschalige plannen en de aanleg van de metro stuitten in 1975 op veel verzet van buurtbewoners en monumentenbeschermers. Het was de monumentenstatus van het Huis De Pinto, in de Sint Antoniesbreestraat, die de aanleg van een autoweg dwars door de Nieuwmarktbuurt verhinderde. Dit verklaart de overgang van de brede Jodenbreestraat bij de sluis in de veel smallere Sint Antoniesbreestraat.
Aan de noordzijde was het zich over de gehele lengte van de straat uitstrekkende Burgemeester Tellegenhuis (1971) verrezen waarvoor de Houtkopersgracht tijdelijk werd gedempt. Het werd beter bekend als het Maupoleum, naar de mede-eigenaar Maurits "Maup" Caransa. Het gebouw, een ontwerp van de architect Piet Zanstra, huisvestte op de begane grond textielhandelaren en op de verdiepingen faculteiten Economie en Sociale Geografie van de Universiteit van Amsterdam. Tot de sloop in 1994 figureerde het steevast prominent op lijsten van lelijkste gebouwen in Amsterdam. Het werd vervangen door twee bouwblokken aan weerszijden van de toegang tot de Nieuwe Uilenburgerstraat. De panden bieden onder meer ruimte aan winkels, de Theaterschool en de gemeentelijke Dienst Ruimtelijke Ordening. Aan de overzijde daarvan op de hoek van de Houtkopersdwarsstraat staat appartementencomplex Gran Vista.
De rooilijn aan de zuidzijde is gelijk aan die in de zeventiende eeuw. De oorspronkelijke bebouwing is grotendeels vervangen door nieuwere panden. Een bekende winkel is hier de boekhandel Het Fort van Sjakoo. Aan de Jodenbreestraat 164 naast de Mozes en Aäronkerk ligt het maatschappelijk ontmoetingscentrum 'Mozeshuis'. Hier is ook een communiteit van de broeders Franciscanen gevestigd.
Schuin tegenover het Rembrandthuis staat een beeldhouwwerk met een gedicht van Jacob Israël de Haan (1881-1924). Het is gemaakt door beeldhouwer Hans 't Mannetje die hierbij fragmenten van oude beelden hergebruikte.
Op 15 mei 2008 pleegde de 32-jarige acteur Youssef Idilbi zelfmoord in deze straat door van het dak van de Theaterschool te springen.
Op de hoek tussen deze straat en het Waterlooplein, in het voormalige Saskiahuis, was van 1998 t/m 2006 de attractie Holland Experience te vinden, een filmtheater waarin eerst een visuele film en vanaf 2000 een 3D-film over Nederland was te zien, waarbij ook geureffecten, gevoelseffecten en bewegende objecten in de zaal verschenen. Daarnaast had het theater een draaiende tribune die voor het begin van de film naar het scherm toe draaide. In 2017 werd op de Noordoever van het IJ, naast het Eye Filmmuseum de opvolger This is Holland geopend. Dit is een variant op Holland Experience waarbij men over Nederland "vliegt", eveneens met geur- en gevoelseffecten.

### Rembrandt
De schilder Rembrandt heeft in de Jodenbreestraat gewoond: van 1631 tot 1635 in huis bij Hendrick van Uylenburgh (thans huisnummer 2), en van 1639 tot 1658 in het pand dat thans fungeert als museum, onder de naam Rembrandthuis (thans huisnummer 4).

## Openbaar vervoer
In 1904 ging de elektrische tram door de straat rijden. Na het eerste jaar werd deze lijn 7 vernummerd tot lijn 8. Deze reed tussen Centraal Station en Weesperzijde en werd in 1923 verlengd naar de Rivierenbuurt. Lijn 8 is opgeheven in 1942. Van 1945 tot 1948 reed lijn 26 hier; daarna de in 1955 door een buslijn vervangen lijn 11. Sindsdien tot een rekonstruktie in 1980 waarbij het doorgaande verkeer naar de Valkenburgerstraat werd verwezen reden er uitsluitend buslijnen.

## Kunst
In de gevel Jodenbreestraat 5 van de Academie voor Theater en Dans, onderdeel van de Amsterdamse Hogeschool voor de Kunsten, is in 1997 een betonnen gevelsteen geplaatst met dichtregels van Judith Herzberg: 
Als
ik een mens
 was en geen steen 
wenste ik 
jullie om me heen
De tekst werd in datzelfde jaar uitgesproken tijdens een openingsceremonie. De naam van de dichteres wordt nergens vermeld.

## Afbeeldingen

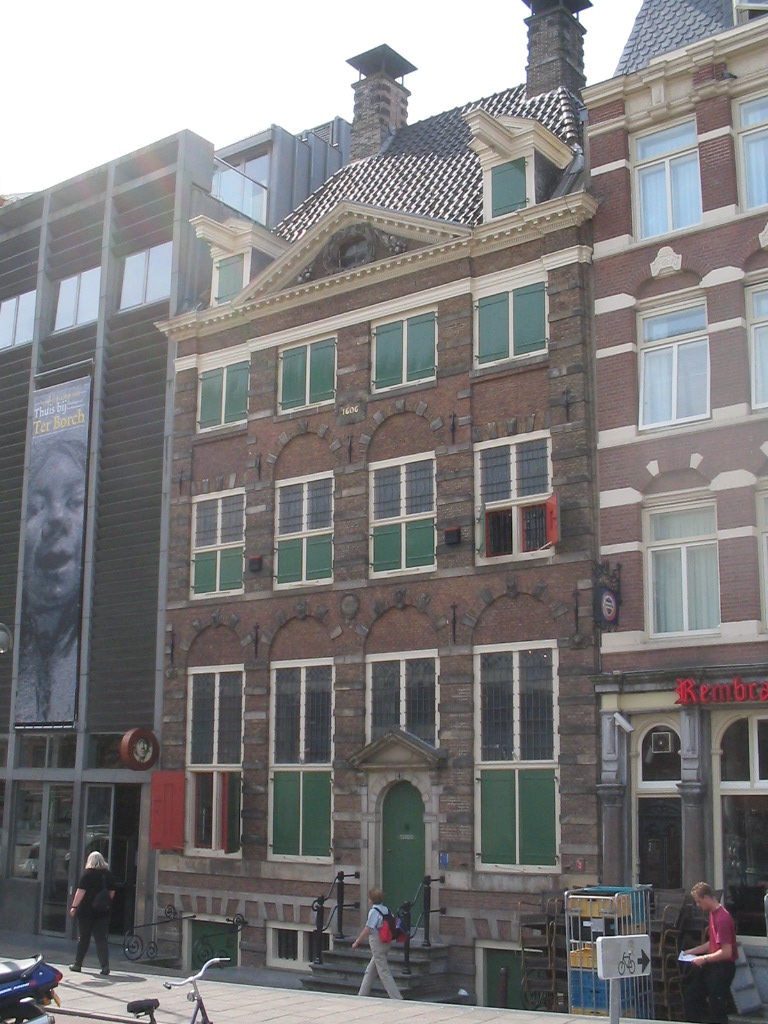
Het Rembrandthuis
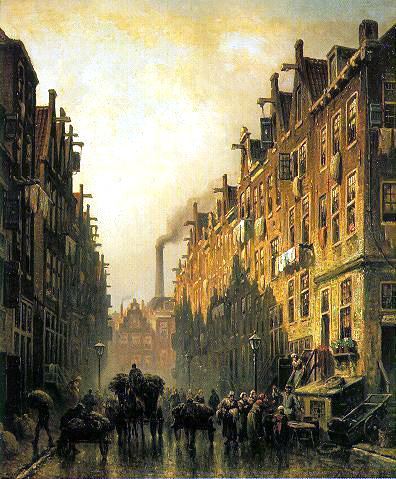
De Jodenbreestraat in de 19e eeuw, met een verplaatste Boas diamantfabriek die in werkelijkheid op Uilenburg staat
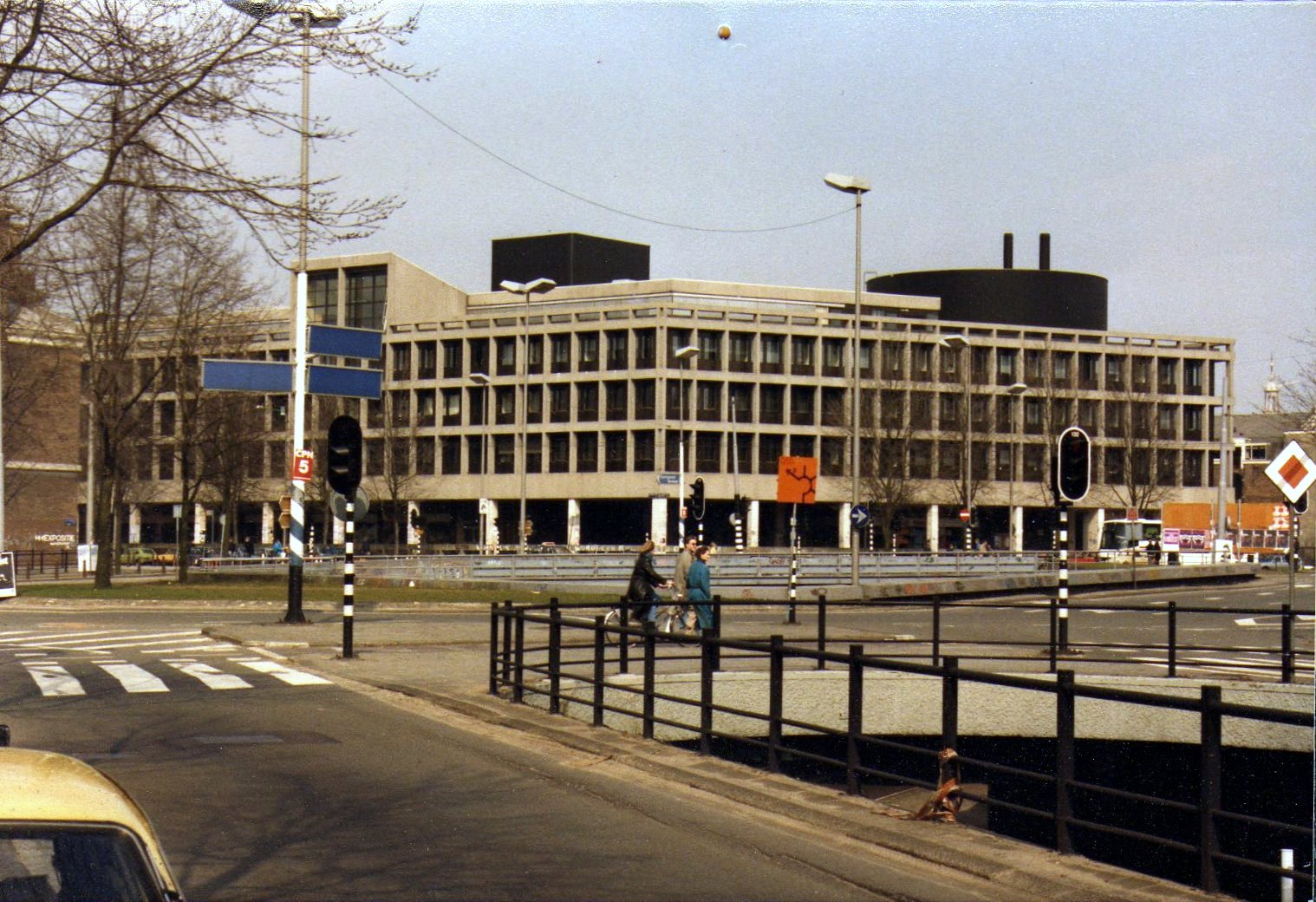
Het Burgemeester Tellegenhuis, beter bekend als Maupoleum, domineerde de Jodenbreestraat van 1971 tot 1994.
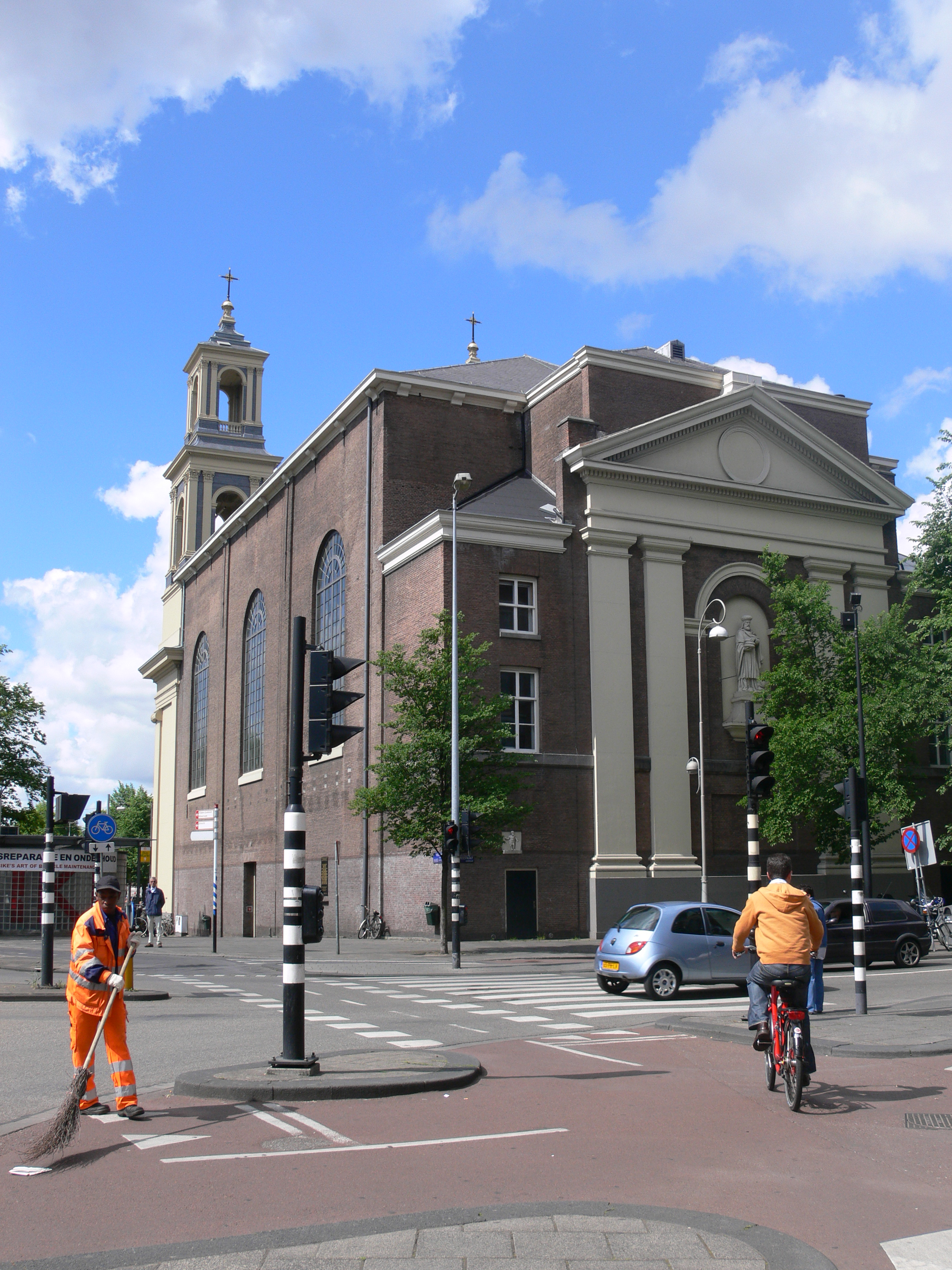
De achtergevel van de Mozes en Aäron met een beeld van Melchizedek
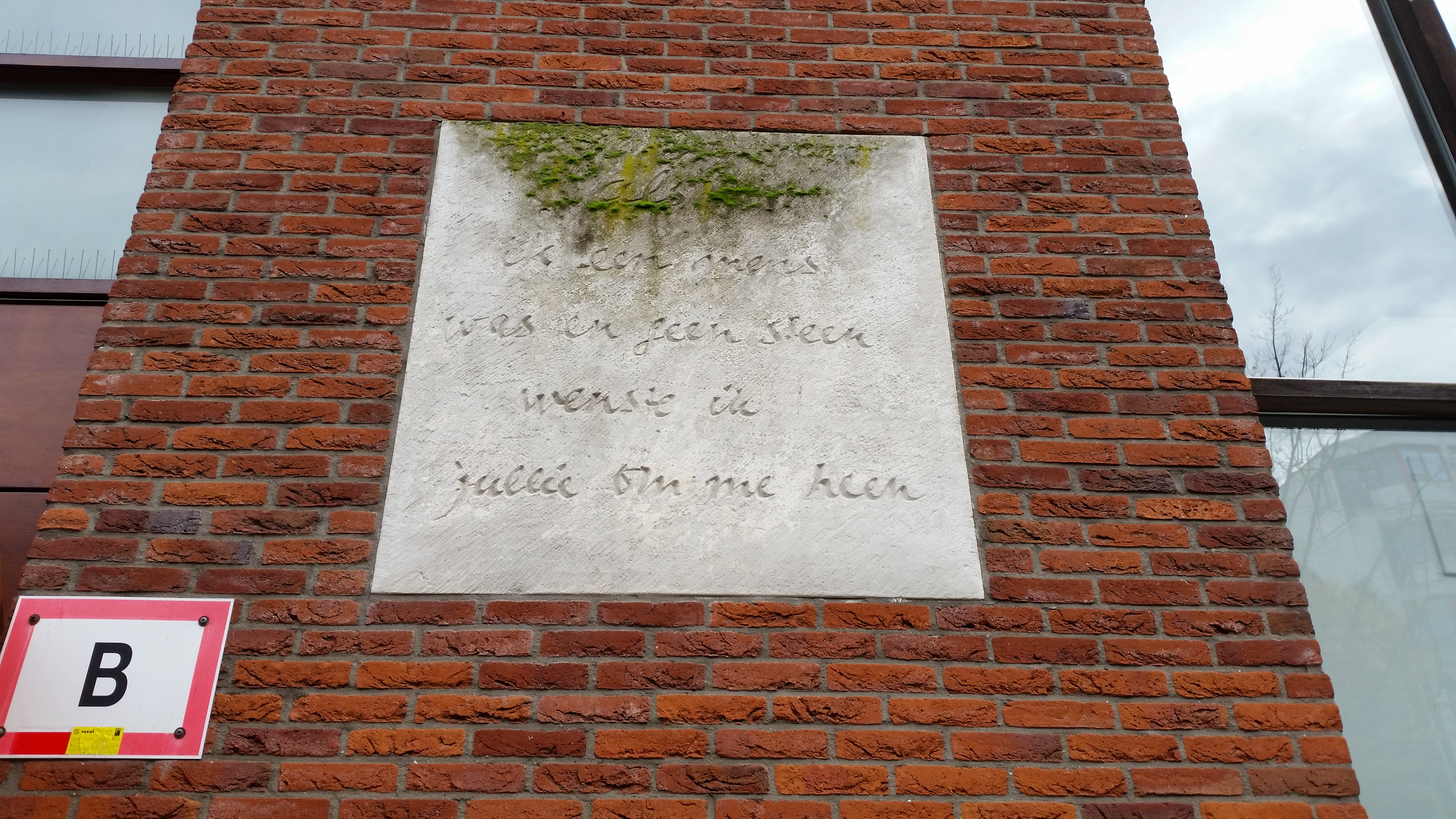
Gevelsteen Jodenbreestraat (november 2019)